# Calcarele cu Litothamnius
Calcarele cu Litothamnius (monument al naturii) este o arie naturală protejată de interes național ce corespunde categoriei a III-a IUCN (rezervație naturală de tip paleontologic) situată în sud-vestul Moldovei, pe teritoriul administrativ al județului Bacău.Denumirea ariei provine de la microbreciile cu Lithothamnium de vârstă paleocenă din Stratele de Putna.
Lithothamnium  sau Lithothamnion, cum se folosește atunci cand se vorbește despre unele specii ale genului,este un gen de alge calcaroase roșii.

## Localizare
Aria naturală se află în partea sud-vestică a județului Bacău, pe teritoriul satului Cireșoaia, în apropierea drumului național DN12B care leagă orașul Târgu Ocna de Slănic Moldova.

## Înființare
Rezervația naturală a fost declarată arie protejată prin Legea Nr.5 din 6 martie 2000 (privind aprobarea Planului de amenajare a teritoriului național - Secțiunea a III-a - zone protejate) și se întinde pe o suprafață de 0,10 hectare.